# اسنوز باربیکیو
اسنوز باربیکیو (انگلیسی: Snow's BBQ) یک رستوران باربیکیوی تگزاسی در شهر لکسینگتون است که حدود یک ساعت از شهر آستین فاصله دارد. این رستوران فقط شنبه‌ها از ساعت ۸ صبح باز است و فعالیتش تا زمانی که موجودیِ گوشت آنها تمام شود، (که اغلب پیش از ظهر است) ادامه دارد. این ساعت کاری نامعمول در آغاز جهت شرکت در مزایده هفتگی دام در روزهای شنبه بود که حوالی ساعت ۱۲:۳۰ بعد از ظهر در همان نزدیکی برگزار می‌شود. سرآشپز این رستوران توتسی تامنتز در سال ۲۰۱۸ و در سن ۸۲ سالگی نامزد دریافت جایزه بنیاد جیمز بیرد شد و نیویورکر آن را «بهترین باربیکیوی تگزاسی جهان» نامید.